# Échelle des tactiques de conflit
Pour les articles homonymes, voir CTS.
L'échelle des tactiques de conflit (CTS ; en anglais Conflict tactics scale) est un instrument de mesure des comportements violents intrafamiliaux dont la version originale a été mise au point, en 1979, par Murray A. Straus professeur de sociologie à l'université du New Hampshire.  
La version originale, de 1979, a connu différentes adaptations, traductions et subi différentes transformations au cours des décennies pour élargir les indices mesurés (exemple : violence sexuelle) ou pour s'adapter à différentes clientèles (exemple : enfants) et besoins. Sa validité et la fidélité de l'instrument ont été bien établies,,. C'est l'instrument le plus utilisé en recherche sur la violence intrafamiliale,,

## CTS10
La CTS10 est l'échelle de mesure de la violence physique employée par Statistique Canada lors de l’EVEF de 1993,  et des ESG de 1999, 2004, 2011 et 2018 pour mesurer la prévalence de la violence conjugale. Cette échelle comporte 10 énoncés similaires à ceux de l’échelle de l’agression physique des CTS de Straus. Le libellé des énoncés a été remanié afin de les rendre compatibles avec la définition d’offenses criminelles contenues dans le Code criminel canadien.

## Critique
Une experte de l'ONU considère qu'une utilisation combinée de la CTS avec des questionnaires ouverts, est préférable à l'utilisation exclusive de questionnaires ouverts. Elle estime que les énoncés précis de la CTS permettent d'éviter des interprétations différentes de la définition de la violence, qui peuvent changer selon les personnes et les cultures, tout en soulignant que cet avis n'est pas partagé. Elle indique que les reproches faits à la CTS ont été pris en compte dans les versions qui ont suivi.  
La version originale du CTS a fait l'objet de nombreuses critiques. Un organisme d'évaluation et de recherche du département de la Justice des États-Unis, l'Institut national de la Justice, le jugeait inadapté pour mesurer la violence conjugale, ayant constaté qu'il aboutissait à des taux de prévalence égaux chez les hommes et les femmes, en omettant de mesurer la violence de type coercitive et les agressions sexuelles, et en n'identifiant pas le responsable initial des violences. Il cite ainsi d'autres études qui, lorsque ces données sont prises en compte, aboutissent à une répartition où les victimes, dans 85 % des cas, sont des femmes, et plus de 90 % lorsqu'est considéré le cas de violences « systématiques, persistantes et nuisibles » . Par contre, la version récente est considérée par le Ministère de la justice du Canada comme l'instrument de mesure disponible le plus valide pour évaluer les conflits dyadiques
En réponse à la principale critique qui est adressée à son instrument à l'effet qu'il n'identifie pas la cause et les conséquences des conflits, Straus réplique que cette critique «a autant de sens que de reprocher à un test de lecture de ne pas identifier la cause des troubles d'apprentissage d'un enfant ou les conséquences pour lui de présenter ce problème». Straus, ses collègues et d'autres auteurs rappellent que les différentes versions de la CTS ne sont pas conçues en vue de mesurer les perceptions, les attitudes face aux conflits ou la violence. Elles n'en déterminent pas les causes ni les conséquences. Les CTS sont conçues comme des instruments spécifiques devant être utilisés conjointement avec d’autres instruments de mesure couvrant d'autres variables pertinentes pour que soient considérés les causes, le contexte ou les conséquences de la violence.